# Asthenotoma lamothei
Asthenotoma lamothei é uma espécie de gastrópode do gênero Asthenotoma, pertencente a família Borsoniidae.